# Моравіан-Фоллс (Північна Кароліна)
Моравіан-Фоллс (англ. Moravian Falls) — переписна місцевість (CDP) в США, в окрузі Вілкс штату Північна Кароліна. Населення — 1712 особи (2020).

## Географія
Моравіан-Фоллс розташований за координатами 36°6′29″ пн. ш. 81°11′13″ зх. д. / 36.10806° пн. ш. 81.18694° зх. д. (36.107973, -81.187064).  За даними Бюро перепису населення США в 2010 році переписна місцевість мала площу 13,05 км², з яких 13,03 км² — суходіл та 0,02 км² — водойми.

## Демографія
Згідно з переписом 2010 року, у переписній місцевості мешкала 1901 особа в 754 домогосподарствах у складі 514 родин. Густота населення становила 146 осіб/км².  Було 862 помешкання (66/км²).
Расовий склад населення:
| - 77,2 % — білих - 4,9 % — чорних або афроамериканців - 0,7 % — азіатів - 0,5 % — корінних американців - 14,3 % — осіб інших рас |

До двох чи більше рас належало 2,3 %. Частка іспаномовних становила 25,9 % від усіх жителів.
За віковим діапазоном населення розподілялося таким чином: 26,8 % — особи молодші 18 років, 58,7 % — особи у віці 18—64 років, 14,5 % — особи у віці 65 років та старші. Медіана віку мешканця становила 36,8 року. На 100 осіб жіночої статі у переписній місцевості припадало 96,2 чоловіків;  на 100 жінок у віці від 18 років та старших — 102,5 чоловіків також старших 18 років.
Середній дохід на одне домашнє господарство  становив 43 775 доларів США (медіана — 33 958), а середній дохід на одну сім'ю — 48 460 доларів (медіана — 38 750). За межею бідності перебувало 20,3 % осіб, у тому числі 27,1 % дітей у віці до 18 років та 16,0 % осіб у віці 65 років та старших.
Цивільне працевлаштоване населення становило 696 осіб. Основні галузі зайнятості: виробництво — 33,2 %, роздрібна торгівля — 16,1 %, будівництво — 11,9 %, науковці, спеціалісти, менеджери — 11,1 %.